# Historique du parcours européen du FC Sion
Cet article présente les différentes campagnes européennes réalisées par le FC Sion depuis sa première participation à la Coupe des coupes en 1965.
| Saison    | Compétition                   | Tour                   | Adversaire              | Aller | Total | Retour    | Buteur                                                                             |
| --------- | ----------------------------- | ---------------------- | ----------------------- | ----- | ----- | --------- | ---------------------------------------------------------------------------------- |
| 1965-1966 | Coupe des coupes              | 1er tour               | Galatasaray             | 5-1   | 6-3   | 1-2       | 12e Eschmann, 50e Eschmann, 55e Quentin, 80e Stockbauer, 89e Desbiolles - 89e Sixt |
| 1965-1966 | Coupe des coupes              | 1/8                    | FC Magdebourg           | 1-8   | 3-10  | 2-2       | 35e Eschmann - 60e Desbiolles, 72e Desbiolles                                      |
| 1973-1974 | Coupe UEFA                    | 1er tour               | Lazio Rome              | 0-3   | 3-4   | 3-1       | 13e Isoz, 57e Barberis, 90e Isoz                                                   |
| 1974-1975 | Coupe des coupes              | 1er tour               | Malmö FF                | 0-1   | 5-6   | 1-0 (4-5) | 82e Cucinotta                                                                      |
| 1980-1981 | Coupe des coupes              | 1er tour               | FK Haugesund            | 1-1   | 1-3   | 0-2       | 64e Brigger                                                                        |
| 1982-1983 | Coupe des coupes              | Tour préliminaire      | Aberdeen FC             | 0-7   | 1-11  | 1-4       |                                                                                    |
| 1984-1985 | Coupe UEFA                    | 1er tour               | Atlético de Madrid      | 1-0   | 4-2   | 3-2       | Cina - Autobut, Cina, Cina                                                         |
| 1984-1985 | Coupe UEFA                    | 2e tour                | Željezničar Sarajevo    | 1-2   | 2-3   | 1-1       |                                                                                    |
| 1986-1987 | Coupe des coupes              | 1er tour               | Aberdeen FC             | 1-2   | 4-2   | 3-0       | 40e Débonnaire - 5e Autobut, 29e Bouderbala, 88e Brigger                           |
| 1986-1987 | Coupe des coupes              | 2e tour                | GKS Katowice            | 2-2   | 5-2   | 3-0       | 74e Brigger, 78e Cina - 57e Bregy, 58e Cina, 82e Brigger                           |
| 1986-1987 | Coupe des coupes              | 1/4                    | Lokomotive Leipzig      | 0-2   | 0-2   | 0-0       |                                                                                    |
| 1987-1988 | Coupe UEFA                    | 1er tour               | FK Velež Mostar         | 0-5   | 3-5   | 3-0       | Brigger, Bouderbala, Balet                                                         |
| 1989-1990 | Coupe UEFA                    | 1er tour               | Iraklis Salonique       | 1-0   | 2-1   | 2-0       | 76eBaljić, 84eLopez                                                                |
| 1989-1990 | Coupe UEFA                    | 2e tour                | FC Karl-Marx-Stadt      | 2-1   | 3-5   | 1-4       | 48e Brigger, 67e Piffaretti - 41e (pen.) Cina                                      |
| 1991-1992 | Coupe des coupes              | 1er tour               | Valur Reykjavík         | 0-1   | 2-1   | 1-1       | 80e Rey - 78e Orlando                                                              |
| 1991-1992 | Coupe des coupes              | 1/8                    | Feyenoord Rotterdam     | 0-0   | 3-5   | 0-0 (3-5) | Tirs au but: Calderon, Geiger, Baljić                                              |
| 1992-1993 | Ligue des Champions de l'UEFA | 1er tour               | Tavria Simferopol       | 4-1   | 7-2   | 1-3       | 18e Hottiger, 35e Túlio, 72e Túlio, 77e Assis - 67e Túlio, 77e Túlio, 89e Herr     |
| 1992-1993 | Ligue des Champions de l'UEFA | 2e tour                | FC Porto                | 2-2   | 2-4   | 0-4       | 55e Orlando, 61e Assis                                                             |
| 1994-1995 | Coupe UEFA                    | 1er tour               | Apollon Limassol        | 3-1   | 5-4   | 2-3       | Karl                                                                               |
| 1994-1995 | Coupe UEFA                    | 2e tour                | Olympique de Marseille  | 2-0   | 3-3   | 1-3       |                                                                                    |
| 1994-1995 | Coupe UEFA                    | 1/8                    | FC Nantes               | 0-4   | 2-6   | 2-2       |                                                                                    |
| 1995-1996 | Coupe des coupes              | Tour préliminaire      | Tiligul-Tiras Tiraspol  | 0-0   | 3-2   | 3-2       | 22e Moser, 28e Herr, 44e Bonvin                                                    |
| 1995-1996 | Coupe des coupes              | 1er tour               | AEK Athènes             | 0-2   | 2-4   | 2-2       | 20e Bonvin, 85e Giallanza                                                          |
| 1996-1997 | Coupe des coupes              | Tour préliminaire      | Kareda Sakalas Siauliai | 4-2   | 4-2   | 0-0       | 14e Chassot, 27e Bonvin, 35e Pančev, 88e Vercruysse                                |
| 1996-1997 | Coupe des coupes              | 1er tour               | Nyva Vinnitsa           | 2-0   | 6-0   | 4-0       | 88e Colombo, 27e Bonvin, - 3e Lukic, 9e Vercruysse, 54e De Suza, 66e Vercruysse    |
| 1996-1997 | Coupe des coupes              | Huitième de finale     | Liverpool               | 1-2   | 4-8   | 3-6       | 11e Bonvin, 19e Chassot, 23e Bonvin, 64e Chassot                                   |
| 1997-1998 | Ligue des Champions de l'UEFA | 1er tour qualification | AS La Jeunesse d'Esch   | 4-0   | 5-0   | 1-0       | 5e Lipawsky, 15e Seoane, 45e Lipawsky, 61e Derivaz - 88e Zambaz                    |
| 1997-1998 | Ligue des Champions de l'UEFA | 2e tour qualification  | Galatasaray             | 1-4   | 2-8   | 1-4       | 31e Lonfat -                                                                       |
| 1997-1998 | Coupe UEFA                    | 1er tour               | Spartak Moscou          | 0-1   | 2-4   | 2-3       |                                                                                    |
| 1998      | Coupe Intertoto               | 1er tour               | TPS Turku               | 1-0   | 3-3   | 2-3       | - Pascale                                                                          |
| 2006-2007 | Coupe UEFA                    | 2e tour préliminaire   | SV Ried                 | 0-0   | 1-0   | 1-0       | 35e Kuljic                                                                         |
| 2006-2007 | Coupe UEFA                    | 1er tour               | Bayer Leverkusen        | 0-0   | 1-3   | 1-3       | 75e Fernandes                                                                      |
| 2007-2008 | Coupe UEFA                    | 2e tour préliminaire   | SV Ried                 | 1-1   | 4-1   | 3-0       | 93e Saborío - 40e Obradovic, 44e Zaki, 48e Domínguez                               |
| 2007-2008 | Coupe UEFA                    | 1er tour               | Galatasaray             | 3-2   | 4-7   | 1-5       | 7e Domínguez - 10e Vanczák, 32e Alioui - 90e Nwaneri                               |
| 2009-2010 | Ligue Europa                  | Tour de barrages       | Fenerbahçe              | 0-2   | 2-4   | 2-2       | 9e Vanczák, 31e Chihab,                                                            |
| 2011-2012 | Ligue Europa                  | Tour de barrages       | Celtic Glasgow          | 0-3   | 0-6,  | 0-3       | 2e (pen.) Feindouno, 63e Feindouno, 81e Sio                                        |

| Tour    | Club                  | Score | Club                  |
| ------- | --------------------- | ----- | --------------------- |
| Groupes | FC Sion               | 2 - 1 | Rubin Kazan           |
| Groupes | Liverpool FC          | 1 - 1 | FC Sion               |
| Groupes | Girondins de Bordeaux | 0 - 1 | FC Sion               |
| Groupes | FC Sion               | 1 - 1 | Girondins de Bordeaux |
| Groupes | Rubin Kazan           | 2 - 0 | FC Sion               |
| Groupes | FC Sion               | 1 - 1 | Liverpool FC          |

| Rang | Équipe                | Pts | J | G | N | P | Bp | Bc | Diff |
| ---- | --------------------- | --- | - | - | - | - | -- | -- | ---- |
| 1    | Liverpool FC          | 10  | 6 | 2 | 4 | 0 | 6  | 4  | +2   |
| 2    | FC Sion               | 9   | 6 | 2 | 3 | 1 | 5  | 5  | 0    |
| 3    | Rubin Kazan           | 6   | 6 | 1 | 3 | 2 | 6  | 6  | 0    |
| 4    | Girondins de Bordeaux | 4   | 6 | 0 | 4 | 2 | 5  | 7  | -2   |

| Tour          | Club    | Aller | Total | Retour | Club           |
| ------------- | ------- | ----- | ----- | ------ | -------------- |
| 16e de finale | FC Sion | 1 - 2 | 3 - 4 | 2 - 2  | Sporting Braga |

2017-2018
Ligue Europa :
| Tour           | Club               | Aller | Total | Retour | Club    |
| -------------- | ------------------ | ----- | ----- | ------ | ------- |
| Troisième tour | Sūduva Marijampolė | 3 - 0 | 4 - 1 | 1 - 1  | FC Sion |